# Guido Galletti
Guido Galletti (Londra, 22 marzo 1893 – Genova, 24 marzo 1977) è stato uno scultore italiano.
Innumerevoli sono le presenze di questo artista sia a livello nazionale che regionale. Si può ricordare quella pressoché ininterrotta alle biennali di Venezia dal 1930 al 1948 e alle quadriennali di Roma dal 1935 al 1959; per quanto riguarda gli eventi internazionali: Arti figurative di Parigi 1925, Barcellona (1929), Vienna (1935), Bruxelles (1935), Zurigo (1940), degli artisti liguri in Argentina (1949).
Per focalizzarsi sulla situazione locale si ricorda che Galletti, fra le molte opere presenti in regione, è autore del Cristo degli abissi, lavoro del 1954 collocato sul fondale nel mare di San Fruttuoso (Camogli). Tale scultura è molto nota per motivi turistici ed è costantemente meta dei subacquei.
Il lavoro del Galletti va dal simbolismo in Prigione del sogno all'intimismo in Tondo con la moglie e la figlia Giovanna degli anni 1915-20. La sua opera successiva è caratterizzata da influssi di scultori nordici quali Constantin Meunier, presenti nel Martellatore del 1926; si avvicina alla semplificazione formale nel Pescatore ligure del 1927, lavoro non esente dall'influsso di Jacques Lipchitz. Fra le due guerre, periodo in cui è ricchissimo il prodotto “monumentalistico” del Galletti, l'artista si riferisce maggiormente alla composizione di tipo classico e naturalistico, ad esempio col Nudo di giovinetta seduta del 1934, esistente in due versioni presso la Galleria civica d'arte moderna e contemporanea di Torino.